# Feroesos
Els feroesos són una ètnia germànica nativa de les Illes Fèroe. Són d'arrels nòrdiques i gaèliques. Al voltant de 21.000 feroesos viuen en països veïns, especialment Dinamarca, Islàndia i Noruega. Avui en dia, la majoria dels feroesos són ciutadans danesos.
La llengua feroesa és una llengua escandinava occidental, força emparentada amb l'islandès i en menor grau amb els dialectes occidentals de Noruega (que formen el base del nynorsk).

## Orígens
Els primers colons ermites i monjos gaèlics que hi van arribar al segle xi.
Després des de circa l'any 650 vingueren i portaren la llengua i cultura nòrdiques a les illes. Poc se sap sobre l'època, un fet que dona lloc a especulació. Un sol font esmenta colonització primerenca, la Færeyinga Saga islandesa. S'escrigué al voltant de l'any 1200, i explica molts esdeveniments que passaren 300 anys abans. Segons la saga, molts nòrdics s'oposaren a la política unificadora del rei noruec i, per tant, fugiren, els nous llocs trobats cap a l'occident inclosos.
Historiadors han entès que el viking Grímur Kamban fou el primer colon a les Illes Fèroe. Els noruecs n'haurien d'haver sabut abans d'anar-se'n de Noruega. Si el Grímur Kamban hi havia traslladat prou temps abans, s'explicaria el coneixement noruec de les Illes. Una altra explicació més lògica és que els noruec se n'adonaren pels gaèlics d'Escòcia i Irlanda.
Mentre que Grímur és on nom nòrdic, Kamban indica un origen cèltic. Per tant, és possible que venia de l'Illa de Man, les Illes Òrcades, les Illes de Shetland, o Irlanda, zones gaèliques on els vikings ja tenien colònies. Alguns topònims de les colònies més antigues de les Illes Fèroe suggereixen que de les illes escoceses i la costa britànica.
Anàlisis recents de l'ADN dels illencs han desvelat que els seus cromosomes Y, traçant la nissaga masculina, són 87% escandinaus. Els estudis revelen que l'ADN mitocondrial, traçant nissaga femenina, és 84% cèltic.